# Juryj Drakachrust
Juryj Alaksandrawicz Drakachrust (biał. Юрый Аляксандравіч Дракахруст, ros. Юрий Александрович Дракохруст, Jurij Aleksandrowicz Drakochrust; ur. 20 czerwca 1960 w Chabarowsku) – białoruski dziennikarz, politolog i matematyk; kandydat nauk fizyczno-matematycznych (odpowiednik polskiego stopnia doktora).

## Życiorys
Urodził się 20 czerwca 1960 roku w Chabarowsku w Rosyjskiej FSRR, ZSRR. Ukończył studia na Wydziale Mechaniczno-Matematycznym Białoruskiego Uniwersytetu Państwowego. Uzyskał stopień kandydata nauk fizyczno-matematycznych (odpowiednik polskiego stopnia doktora). Temat jego dysertacji kandydackiej brzmiał: Lokalno-globalna zasada normy dla pól liczb algebraicznych. Był pracownikiem naukowym Instytutu Matematyki, starszym pracownikiem naukowym Instytutu Ekonomiki Akademii Nauk Białoruskiej SRR. W latach 1990–1991 pełnił funkcję sekretarza Zarządu Białoruskiego Frontu Ludowego „Odrodzenie”. W latach 1992–1994 pracował w gazecie „Biełorusskij Rynok”. W latach 1994–1998 pełnił funkcję komentatora politycznego „Biełorusskoj Diełowoj Gaziety”. Był pracownikiem naukowym – kierownikiem zespołu badawczego Niezależnego Instytutu Badań Socjalno-Ekonomicznych i Politycznych, korespondentem Radia Swaboda na Białorusi. Nie zależał do partii politycznych i zdaniem autorów książki „Kto jest kim w Białorusi”, jest jednym z cieszących się największych autorytetem białoruskich politologów. W 2024 roku władze białoruskie skazały zaocznie Jurija Drakachrusta na 10 lat więzienia w sprawie „analityków Swiatłany Cichanouskiej”.

## Odznaczenia
- Medale Akademii Nauk ZSRR za najlepszą pracę studencką (1982)[1].

## Życie prywatne
Juryj Drakachrust jest żonaty.